# Stanisław Obertyński (sędzia)
Stanisław Obertyński, właśc. Jasieniuk (ur. 1865, zm. ?) – polski sędzia.

## Życiorys
W 1883 zdał egzamin dojrzałości w C.K. Gimnazjum im. Franciszka Józefa we Lwowie. W okresie zaboru austriackiego w ramach autonomii galicyjskiej wstąpił do c. k. służby sądowniczej. Początkowo był zatrudniony przy C.K. Wyższym Sądzie Krajowym we Lwowie, gdzie od ok. 1888 był praktykantem sądowym, a od ok. 1890 pracował jako auskultant Galicji wschodniej. W tym charakterze od ok. 1891 był przydzielony do C.K. Sądu Obwodowego w Tarnopolu, od ok. 1892 do C.K. Sądu Powiatowego w Zbarażu, od ok. 1893 do C.K. Sądu Powiatowego w Haliczu. Od ok. 1895 był adjunktem w C.K. Sądzie Powiatowym w Nadwórnie. Od ok. 1899 był sędzią w C.K. Sądzie Powiatowym w Zabłotowie, a od ok. 1903 pracował tam z tytułem radcy. Od ok. 1908 do 1911 był radcą C.K. Sądu Krajowego we Lwowie. W 1911 był przewodniczącym składu sędziowskiego w sprawie krwawego napadu akademików ruskich na Uniwersytecie Lwowskim z 1 lipca 1910. W maju 1911 został mianowany na stanowisko prezydenta C.K. Sądu Obwodowego w Sanoku, we wrześniu 1911 objął urzędowanie i sprawował urząd w kolejnych latach, także w latach I wojny światowej 1914–1918 (po okupacji rosyjskiej Sanoka zakończonej w maju 1915 powrócił do miasta w czerwcu tego roku). W 1912, 1913, 1918 był mianowany przewodniczącym sądu przysięgłych przy C.K. Sądzie Obwodowym w Sanoku.
Podczas służby w Zabłotowie ok. 1904 został członkiem Rady C.K. powiatu sniatyńskiego, wybranym z grupy gmin miejskich, zaś mandat pełnił także podczas późniejszej pracy we Lwowie do ok. 1911 oraz figurował nadal w składzie Rady na początku swojej pracy w Sanoku (1911/1912). W Sanoku udzielał się społecznie, był członkiem Towarzystwa Upiększania Miasta Sanoka, sanockiego gniazda Polskiego Towarzystwa Gimnastycznego „Sokół” (1912, 1919).
Po odzyskaniu przez Polskę niepodległości wstąpił do służby sprawiedliwości II Rzeczypospolitej. W 1919 pozostawał prezesem Sądu Okręgowego w Sanoku (w tym roku był w Sanoku przewodniczącym komitetu miejscowego Towarzystwa Ochrony Młodzieży). Od 1920 był prezesem sądu we Lwowie. W 1922 był wiceprezesem Sądu Apelacyjnego we Lwowie. Na przełomie lat 20./30. sprawował urząd prezesa Sądu Okręgowego we Lwowie do końca maja 1931, gdy odszedł ze służby po 43 latach pracy w sądownictwie i został przeniesiony w stan spoczynku. W latach 30. był członkiem zarządu oddziału lwowskiego Zrzeszenia Sędziów i Prokuratorów Rzeczypospolitej Polskiej.

## Ordery i odznaczenia
- Krzyż Komandorski Orderu Odrodzenia Polski (10 listopada 1928)[39]

- Brązowy Medal Jubileuszowy Pamiątkowy dla Sił Zbrojnych i Żandarmerii (Austro-Węgry, przed 1912)[17]
- Medal Jubileuszowy Pamiątkowy dla Cywilnych Funkcjonariuszów Państwowych (Austro-Węgry, przed 1912)[17]
- Krzyż Jubileuszowy dla Cywilnych Funkcjonariuszów Państwowych (Austro-Węgry, przed 1912)[17]